# Manuel Quinziato
Manuel Quinziato (født 30. oktober 1979 i Bolzano) er en tidligere professionel italiensk landevejscykelrytter.